# Füsi János
Füsi János (Budapest, 1946. július 14. –) labdarúgó, csatár.

## Pályafutása
1967 és 1973 között volt a Ferencváros játékosa volt. Háromszoros bajnoki ezüstérmes, egyszeres bronzérmes és magyar kupa győztes a csapattal. A Fradiban 85 mérkőzésen szerepelt (72 bajnoki, 7 nemzetközi, 6 hazai díjmérkőzés) és 10 gólt szerzett (9 bajnoki, 1 egyéb).

## Sikerei, díjai
- Magyar bajnokság
  - 2.: 1970-tavasz, 1970–71, 1972–73
  - 3.: 1969
- Magyar kupa (MNK)
  - győztes: 1972
- UEFA-kupa
  - elődöntős: 1971–72